# Echinorhynchus laurentianus
Echinorhynchus laurentianus is een soort haakworm uit het geslacht Echinorhynchus. De worm behoort tot de familie Echinorhynchidae. Echinorhynchus laurentianus werd in 1957 beschreven door Ronald.